# Juan Rafael Elvira Quesada

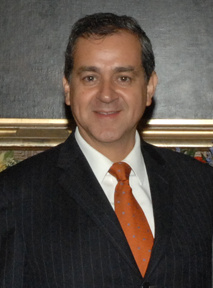
Juan Rafael Elvira Quesada

Juan Rafael Elvira Quesada (Mexico-Stad, 11 april 1958) is een Mexicaans ingenieur en politicus van de Nationale Actiepartij (PAN). Sinds 2006 is hij minister van Milieu en Natuurlijke Hulpbronnen.
Elvira is afgestudeerd als landbouwingenieur aan de Nationale Autonome Universiteit van Mexico (UNAM) en het Cranfield Institute of Technology in het Verenigd Koninkrijk. Hij sloot zich aan bij de PAN en was van 1999 tot 2001 burgemeester van Uruapan. Vervolgens vervulde hij enkele functies in het ministerie van Milieu tot hij op 1 december 2006 door president Felipe Calderón werd aangewezen als minister.